# Фортепіано
Фортепіа́но, фортеп'я́но (італ. forte — голосно (сильно), piano — повільно (тихо)) — збірна назва класу струнних ударно-клавішних музичних інструментів — роялів і піаніно.
Джерело звуку у фортепіано — металеві струни, які починають звучати від удару покритих повстю дерев'яних молоточків, а вони приводяться у дію натиском пальців на клавіші. Струни за допомогою кілків натягнуті на резонансну деку (у піаніно дека знаходиться у вертикальному положенні, у роялях — у горизонтальному).  Сучасний діапазон фортепіано — 7 ⅓ октав (88 клавіш).

## Історія
Попередниками фортепіано були клавесини і клавікорди. Їхніми недоліками були швидко загасаючий звук, що заважало грі legato, і постійний рівень гучності (що стосується тільки клавесина), що виключало один з важливих виразних засобів музики — динаміку (зміна гучності). Звук у фортепіано натомість видобувався не щипком, а ударом, що дозволило розширити динамічні можливості цього інструмента.
Винахідником фортепіано вважається італійський майстер Бартоломео Крістофорі (1655—1732), який працював при дворі принца Тосканського Фердинандо Медічі над створенням молоточкового механізму для клавесина. У 1711 р. механізм був докладно описаний Шипіоне Маффеї у венеційському журналі «Giornale dei letterati d'Italia». Інструмент був названий «gravicembalo col piano e forte» (клавесин з тихим і голосним звуком), — піанофорте — а згодом закріпилася назва фортепіано. Перші зразки фортепіано, що збереглися до сьогодні, датовані 1720-ми роками. У винаході Б. Крістофорі були закладені основні деталі сучасного механізму фортепіано — молоточок, шпіллер, шультер, фенгер, демпфер. Винахід Крістофорі поклав початок розвитку механіки англійської системи. Інші види механіки були розроблені Маріусом у Франції (1716) і Шретером у Німеччині (1717–1721).
У наступні роки клавішний механізм зазнав еволюції, було впроваджено чавунну раму, педалі, збільшено діапазон інструменту, змінювалось розташування струн. Над клавішним механізмом у різний час працювали К. Г.  Шретер, І. А. Зільберманн, І. А. Штейн, И. А. Штрейхер, І. К. Цумпе, А. Беккерс, С. Ерар, Ю. Блютнер, Дж. Брінсмід.
У 1721 році німецький музикант і педагог Готліб Шретер (1699—1782) винайшов принципово інший механізм, у якому молоточок, прикріплений на кінці клавіші, підкидався й ударяв по струні (Prellmechanik). У другій чверті XVIII ст. виробництвом фортепіано починають займатися німецькі органні майстри, з яких найбільш відомі Г. Зільберман (1683—1734) та Йоганн Андреас Штайн (1728—1792). Механізм Штайна (Prellzungenmechanik) одержав назву «віденського» або «німецького» і використовувався практично без змін аж до другої чверті XIX ст., проте його недоліком лишалась слабка репетиція. З 1750-х рр. у Лондоні Йоганн Крістоф Цумпе (1735—1800) став робити чотирикутні фортепіано, комплектуючи їх трохи зміненим механізмом Крістофорі. З 1760-х рр. фортепіано широко поширюється у всіх європейських країнах та в Російській імперії.
Себастьян Ерар винайшов механіку «подвійної репетиції», що дозволяла видобувати звук при швидкому повторному натисканні з напівходу клавіші. Механіка англійської системи уможливлювала таке повторення лише при повному піднятті клавіші, відтак демпфер встигав заглушити струну.
У Росії фортепіанна справа була насамперед пов'язана з Петербургом. Тільки у XVIII столітті там працювало понад 50 фортепіанних майстрів. На розвиток фабричного виробництва фортепіано першої половини XIX століття вплинула діяльність першого російського фортепіанного фабриканта, постачальника імператорського Двору англійського майстра Г. Февріє, німецьких майстрів Й.-А. Тішнера, К.-І. Віирта, А.-Х. Шредера, І.-Ф. Шредера й, з 1840 р., бельгійця Г.-Г. Ліхтенталя. Нині відомі імена більше 700 фортепіанних майстрів, що працювали в Росії до революції 1917 р.
У середині XIX століття в Німеччині відкрилися фабрики Ю. Блютнера, К. Бехштейна, у США — Стейнвея, що довгі роки не мали собі рівних. З 1828 року донині в Австрії (Відень) існує фортепіанна фабрика Bosendorfer — найдавніша з нині діючих. У XX столітті з'явилися принципово нові інструменти — електронні піаніно й синтезатори, а композитори-експериментатори почали використовувати підготовлене фортепіано.
Перший музичний твір, написаний спеціально для фортепіано, з'явився в 1732 р. (соната Лодовіко Джустіні). Однак у масовому порядку композитори почали орієнтуватися на фортепіано, а не на клавесин, сорока-п'ятдесятьма роками пізніше, у часи Гайдна й Моцарта.

#### Визначення дати випуску фортепіано
Від часів винаходу фортепіано й по сьогодні в усім світі працювали більше 20 000 фортепіанних майстрів і фірм, що випускали роялі й піаніно. Кожен інструмент маркується власним серійним номером, по якому можна визначити рік випуску фортепіано. Як правило, номери ставляться на чавунній рамі вгорі, у районі її кріплення до вирбельбанку. У фортепіано виробництва НДР номера ставилися на молоточках у крайньому правому регістрі. У фортепіано XIX — початку XX століть номера часто ставилися на внутрішній бічній стінці або на резонансній деці. Додатковим фактором, що дозволяє датувати рік випуску фортепіано, може бути номер механіки.

## Різновиди
Існують два основні сучасні різновиди фортепіано — рояль і піаніно. Крім того, існують спеціалізовані та електричні піаніно, що мають електромеханічне влаштування, електронні піаніно, що синтезують подібний до фортепіано звук за допомогою генераторів, та цифрові піаніно, що використовують семпли фортепіанних звуків.

### Роялі

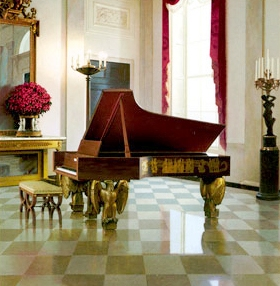
Рояль Steinway & Sons у Білому домі

У роялів рама і струни розташовані горизонтально, при цьому струни віддаляються від клавіатури. Механізми знаходться під струнами, і повертаються у стан спокою після натискання клавіш завдяки гравітації. Довжина роялів складає від 1,5 до 3 метрів.
При схожості характеристик, роялі, що мають більшу довжину корпусу і струн, володіють більш широким, богатим звуком, і меншою негармонічністю струн. Це обумовлено значною жорсткістю струн фортепіано; коли струна після удару коливається, частини струни коливаються не від її початку, а від точки, дещо зміщеної в напрямку центру струни. Фортепіано з коротшими і товстішими струнами (маленькі інструменти) в результаті мають більшу тембральну негармонічність, що сприймається як різкість тону.
Негармонічні обертони фортепіанних струн вимагають настройки інструмента радше за розширеними октавами у відповідності з високими обертонами нижніх октав, ніж теоретично правильними октавами. В іншому випадку суміжні октави звучатимуть чисто, але дві- триоктавні інтервали — ні. Розширення октав невеликого фортепіано відповідно до властивого йому рівня негармонійності створює дисбаланс між усіма інтервальними відношеннями інструменту. У великих роялях гармонічне звучання зберігається навіть при вирівнюванні високих частот до обертонів звуків трьома октавами нижче. Завдяки цьому суміжні октави звучать чисто і відтворювати чисті квінти без «биття». Це надає великим концертним роялям блискучості, співучостя і стійкості тону, що й обумовлює їх використання на концертних майданчиках. Роялі менших розмірів натомість використовують для маленьких приміщень, у навчальних аудиторіях та домашнього музикування.

### Піаніно

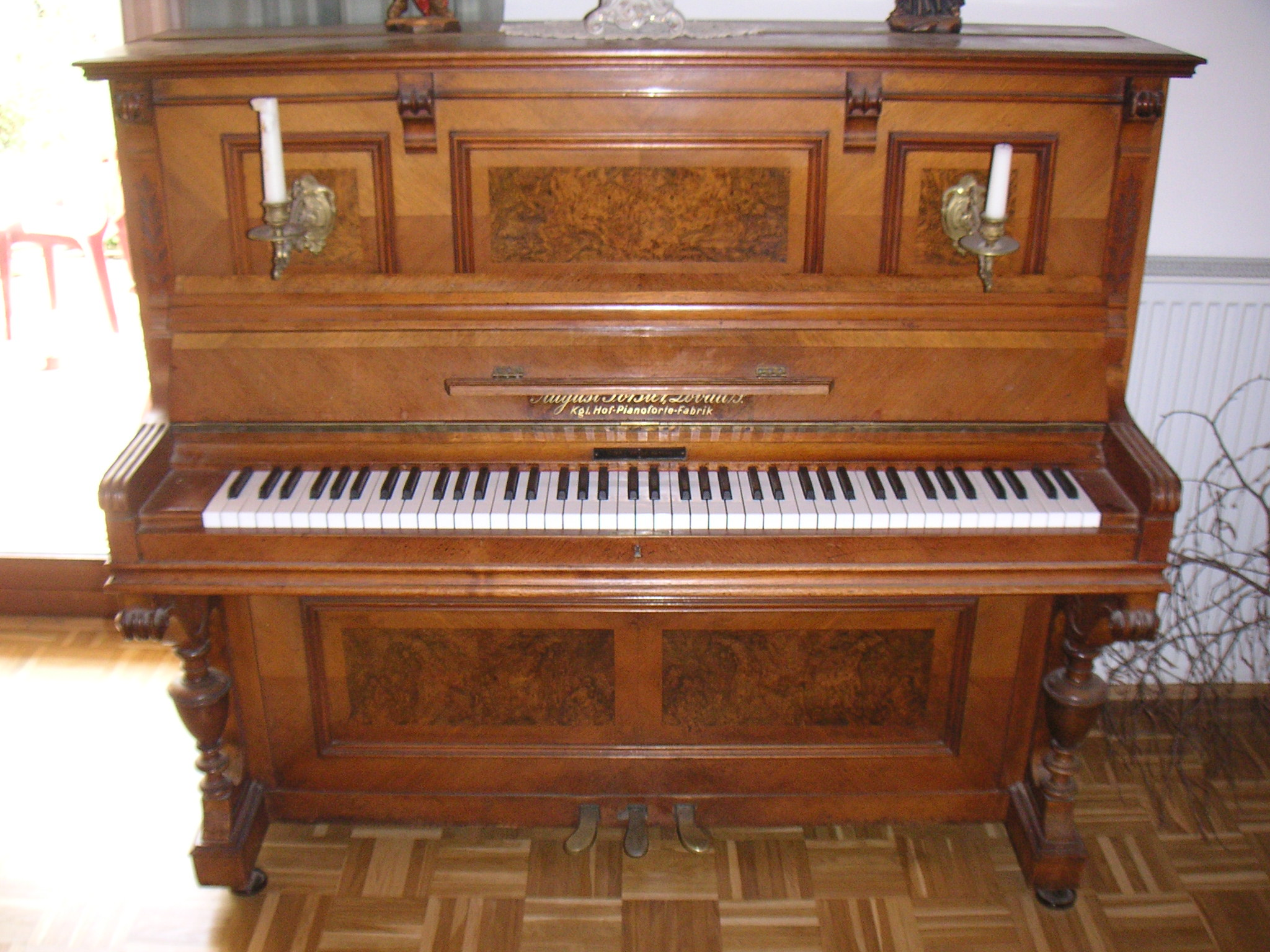
Піаніно August Förster

Піаніно завдяки вертикальному розташуванню рами є компактнішими. Механізм піаніно був винайдений у Лондоні в 1826 році Роберт Ворнум і цей винахід щвидко здобув популярність. У піаніно молоточки рухаються горизонтально і повертаються у вихідну позицію завдяки пружинам, які з часом зношуються. Піаніно можуть відрізнятися за висотою. Завдяки меншій вартості (порівняно з роялями) і компактності піаніно застосовуються для домашнього музикування, а також в музичних навчальних закладах, церквах.

### Спеціальні різновиди
Іграшкові піаніно з'явились у США в 1860-х роках (розробник — Schoenhut Piano Company), можуть за формою нагадувати роялі або піаніно, але відрізняються меншими розмірами. Для цього інструменту Джон Кейдж написав Сюїту («Suite for Toy Piano», 1948)
Піанола — інструмент, винайдений в другій половині XIX століття, що дозволяє записувати виконання на перфоровану стрічку і відтворювати ці записи. Піаноли були популярними до кінця 1920-х років, коли грамофони і індустрія звукозапису витіснила потребу в цих інструментах.
Препароване фортепіано — загальна назва способів використання фортепіано у деяких музичних творах XX–XXI років, що передбачають залучення сторонніх предметів у спосіб, що змінює тембр звучання інструмента. Композитор вказує у партитурі, що саме і в який спосіб має бути використано — наприклад, на струни або між струнами інструмента можуть бути поміщені гуми, папір, металеві цвяхи і т. ін. предмети, які змінюють характер звучання струн інструмента. Ідею та перші твори для препарованого фортепіано впровадив Джон Кейдж 1940 року.

### Електричні, електронні та цифрові

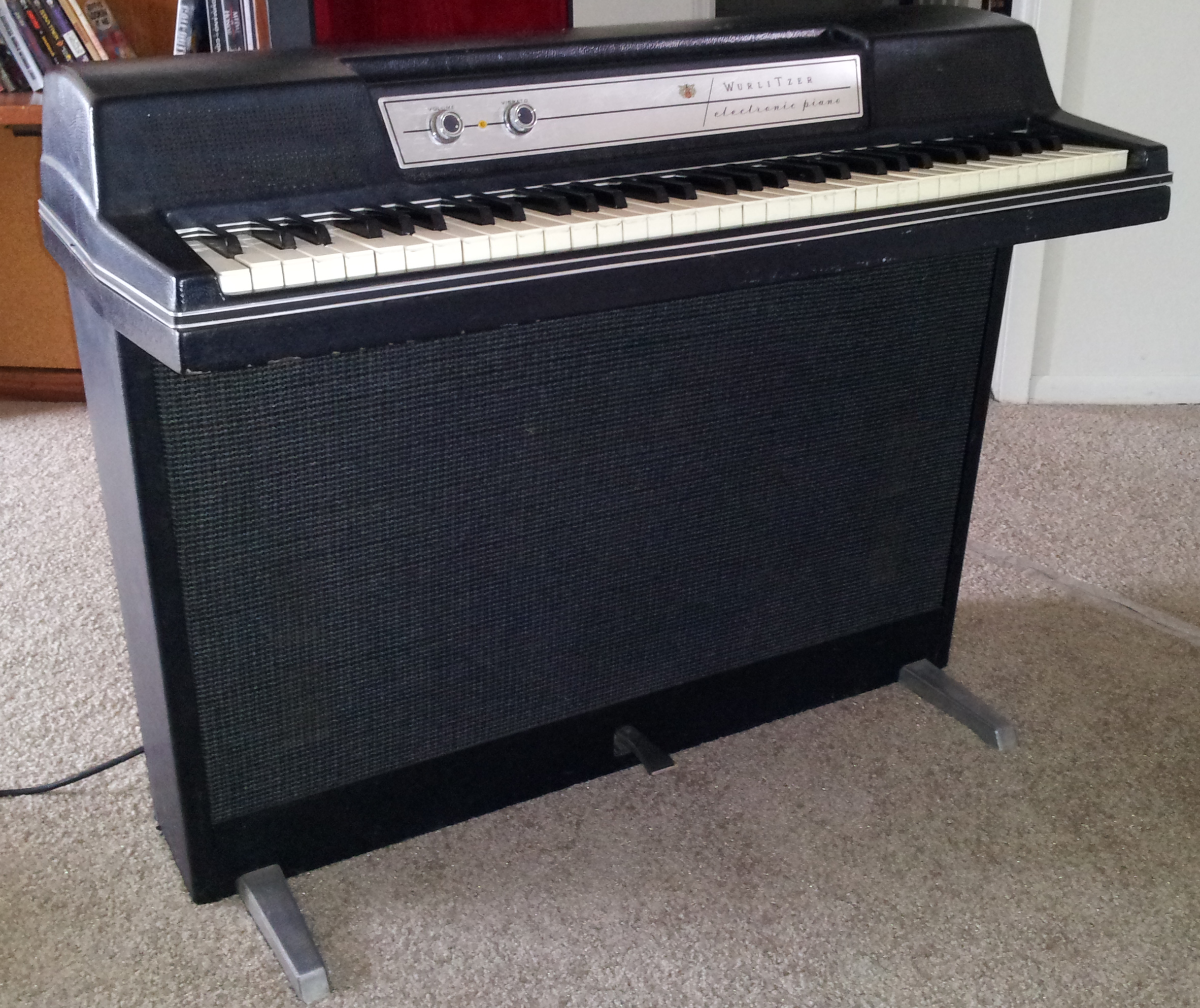
Wurlitzer 210 електричних піаніно

Із розвитком музичних технологій, були розроблені електричні (1929), електронні (1970-ті), та, цифрові піаніно (1980-ті). Перші електричні піаніно кінця 1920-х використовували металеві струни, магнітний підхоплювач, підсилювач та гучномовець. Паніно Fender Rhodes використовуйте металеві зубці замість струн і використовуйте електромагнітні звукознімачі, схожі на електромагнітні. Отриманий електричний аналоговий сигнал можна підсилити за допомогою клавіатурного підсилювача або обробляти за допомогою блоків ефектів. Електричні фортепіано рідко використовуються в класичній музиці, проте стали популярними, особливо модель Fender Rhodes у 1970-х роках в у джаз-фьюжн, фанк- і деяких різновидах рок-музики.
Електронні піаніно, не є акустичними; вони не мають струн, зубців або молотків, але є типом синтезатора, який імітує звуки фортепіано за допомогою генераторів та фільтрів.  Для відтворення звуку електронні піаніно підключаються до підсилювача клавіатури та динаміка (однак, деякі інструменти мають вбудований підсилювач та динамік). Можливе також використання інструмента в навушниках.
Цифрові піаніно, також не є акустичними і не мають струн та молоточків. Натомість вони використовують цифрові семпли фортепіанних звуків. Так само цифрові фортепіано під'єднують до підсилювачів і динаміків, використовують вбудовані динаміки інструмента, або грають у навушниках. Цифрові піаніно також мають педалі (функція яких подібна до акустичних інструментів), крім того вони можуть містити набори семпів не тільки акустичних, але й електричних фортепіано, електрорганів та інших інструментів, а також використовувати MIDI-інтерфейс для комутації з іншими MIDI-сумісними пристроями. Якість звучання цифрових фортепіано досягається завдяки використанню набору семплів обсягом у декілька гігабайт, що включають набори семплів для кожної ноти, зіграної в різній динаміці. Додаткові семпли призначені для емуляції явищ резонансу, що виникає при грі з педаллю, відпускання клавіші і т. ін. Цифрові піаніно реалізуються і у вигляді програмного забезпечення, наприклад —  "Pianoteq", «The Grand» та ін.

## Будова фортепіано

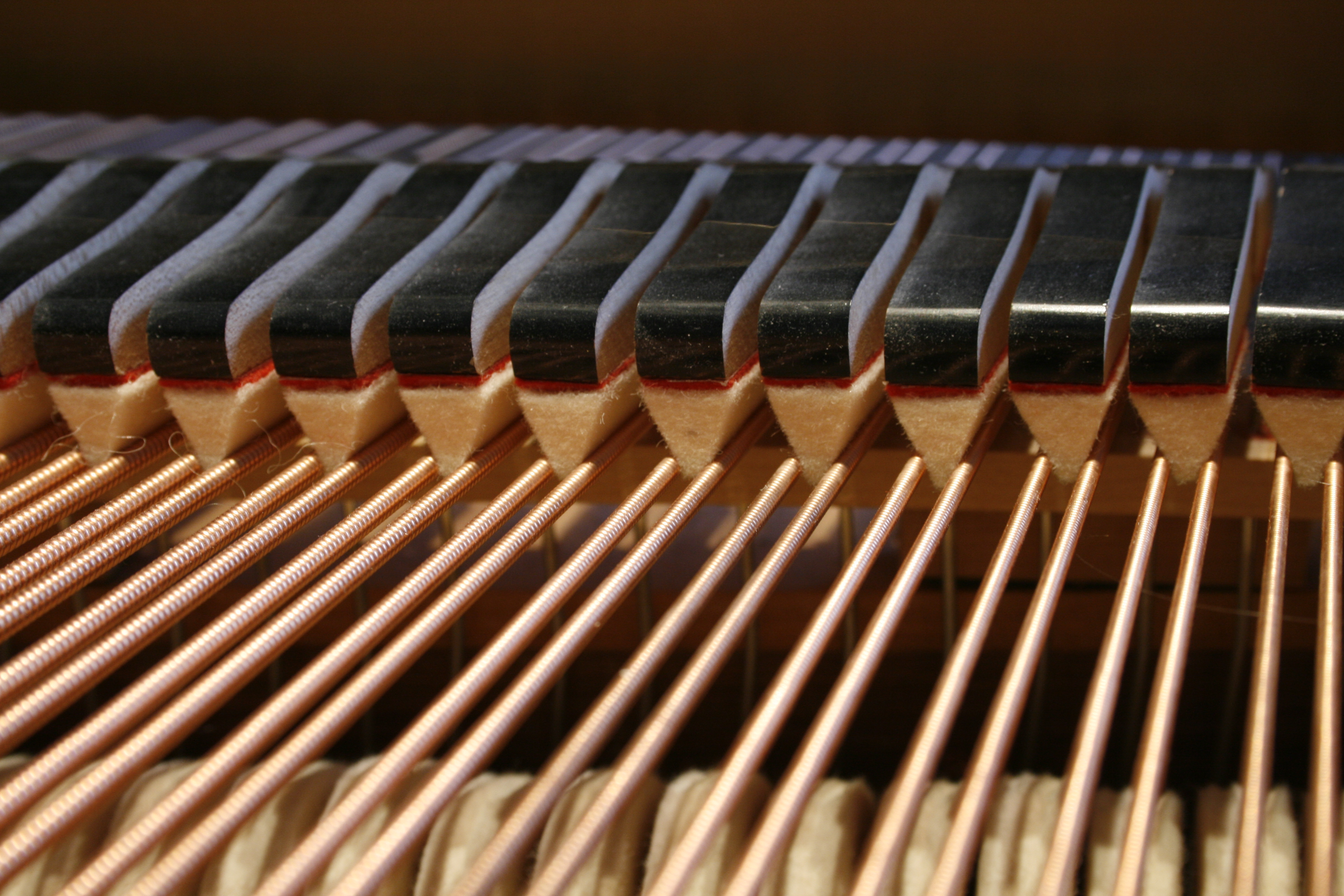
Фортепіано зсередини: видно оббиті повстю молоточки, струни (у показаному діапазоні — по 2 струни на один звук) і вірбелі, на які вони натягнуті (ліворуч зверху).

Струни фортепіано за допомогою вірбелів (кілків) натягнуті на чавунній рамі, проходячи через діскантовий і басовий штеги, приклеєні до резонансної деки (в піаніно дека знаходиться у вертикальному положенні, в роялях — в горизонтальному). У сучасних інструментах розташування струн — перехресне, тобто басові струни розташовані під кутом до дискантових, що покращує розподіл навантажень на раму. Для кожного звука існує хор струн: три для середнього й високого діапазонів, дві або одна — для нижнього. Високі струни являють собою голий полірований стальний дріт, низькі — стальний керн, обвитий одним, а у найнижчих струн — двома шарами мідної канителі.
Деякі фортепіано мають систему аліквотних струн, це можуть бути частини струн за штегом, або спеціальні струни (четверті у хорах), що опираються на штег, але не взаємодіють з молоточками, а резонують коливанням основних струн, надаючи звучанню особливий тембр. У корпусі фортепіано розміщується також клавішний та педальний механізми. Зовні інструмент красиво оздоблюється, як правило фанерується шпоном цінних порід деревини і полірується. Відкрита під кутом кришка відбиває у слухацький зал звукові коливання, створені струнами та декою.

### Дія фортепіанної механіки
Звук у фортепіано видобувається ударом молоточка по струнах. У нейтральному положенні струни, крім найвищих півтора-двох октав, стикаються з демпферами (глушниками). При натисканні клавіш у дію приводиться пристрій з важелів, ремінців і молоточків, що називається фортепіанною механікою. Після натискання клавіші демпфер відходить  від відповідного струнного хору, дозволяючи струнам вільно звучати після удару молоточком. Молоточки зазвичай оббиті фільцем (повстю). Молоточок розганяється до певної швидкості, відповідно до швидкості натискання клавіші, отримуючи таким чином більшу чи меншу енергію, що призводить до гучнішого чи тихішого звуку. Не доходячи до струни, молоточок вивільняється (ауслезунґ) механікою від зв'язку з клавішою, вдаряє по хору струн, продовжуючи рухатись за інерцією, і відскакує, даючи струнам вільно звучати. Після відпускання клавіші демпфер притискається до струн і глушить звук.

схема роялю: 1 - рама й вірбельбанк; 2 - відкидна частина кришки; 3 - каподастр; 4 - демпфер; 5 - нерухома частина кришки; 6 - контрклавіатура; 7,8,9 - передача від правої педалі; 10 - педальний шток; 11 - педаль; 12 - штег; 13 - задній штифт; 14 - задня пластина рами; 15 - резонансна дека; 16 - струна.

### Педалі

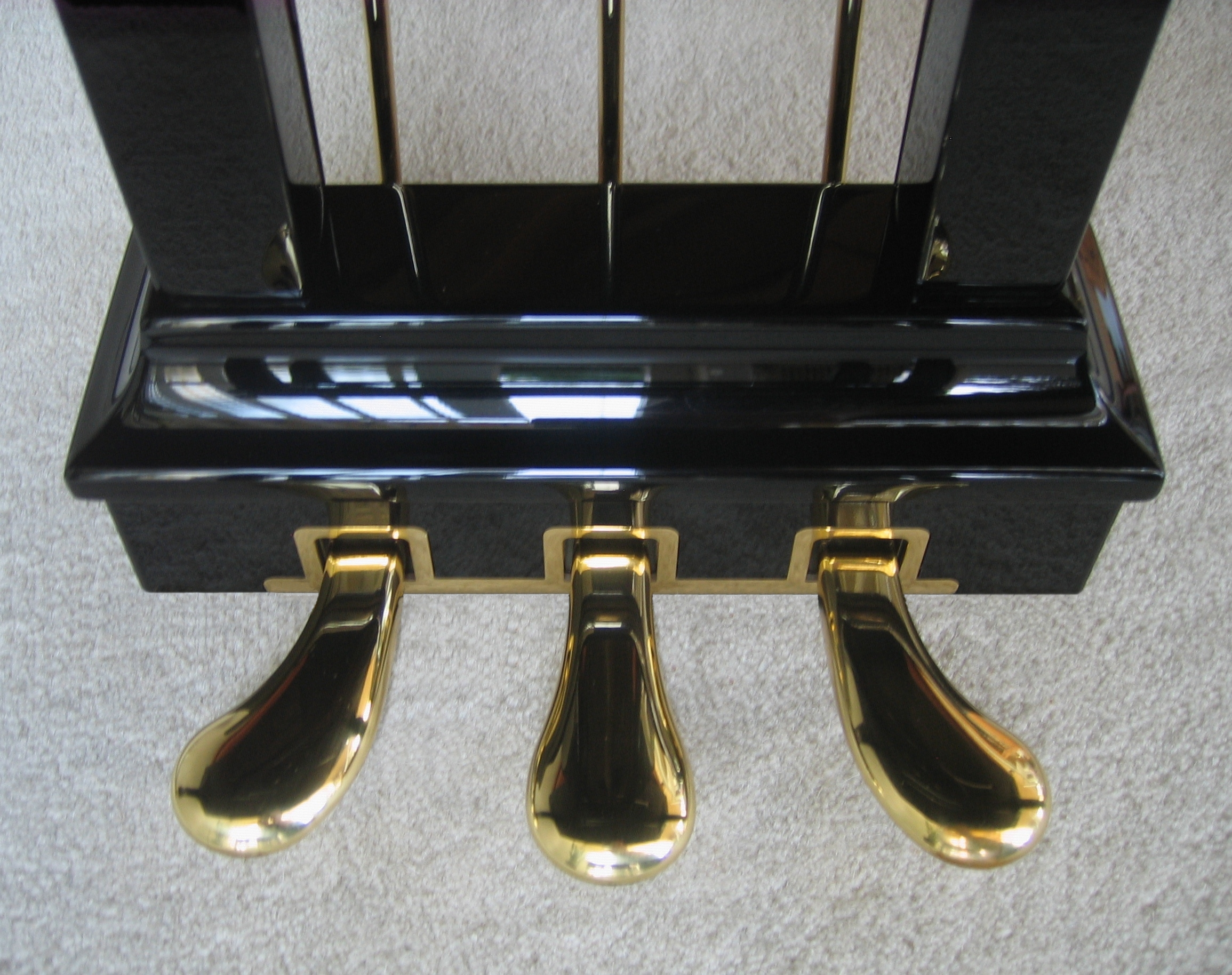
Педалі фортепіано (рояль)

Сучасні фортепіано мають дві або три (рідше ― чотири) педалі. У більш ранніх інструментах для тих же цілей використовувалися висувні важелі, які піаніст повинен був натискати колінами.
Права педаль (її називають іноді просто «педаллю», тому що використовується вона найчастіше) піднімає відразу всі демпфери, завдяки чому усі струни продовжують звучати (незалежно від натискання чи відпускання окремих клавіш). Крім того, всі інші струни інструмента також починають вібрувати, стаючи вторинним джерелом звуку. Права педаль використовується у двох цілях: зробити послідовність звуків нерозривною (legato) коли це неможливо зробити пальцями в силу технічних складностей, і збагатити звук новими обертонами. Існує два способи використання педалі: пряма педаль — натискання педалі перед натисканням клавіш, які потрібно затримати, і запізніла, коли педаль натискається відразу після натискання клавіші й до того, як її відпустили. Професійні піаністи використовують також терміни «півпедаль» та «чвертьпедаль», які означають неповне натиснення правої педалі, яке приглушує струни демпферами лише частково, створюючи особливий звуковий ефект. В нотах права педаль позначається буквою P (або скороченням Ped.), а її зняття — зірочкою. У музиці композиторів епох романтизму й імпресіонізму часто зустрічаються ці позначення, звичайно для додання звуку особливого колориту.
Ліва педаль використається для послаблення звуку. У роялях це досягається зрушенням молоточків вправо так, що замість трьох струн хору вони вдаряють тільки по двох (у минулому іноді тільки по одній). У піаніно молоточки наближаються до струн. Ця педаль використовується значно рідше. У нотах вона позначається позначкою una corda, її зняття — позначкою tre corde або tutte le corde. Крім ослаблення звучання, використання лівої педалі при грі на роялі дозволяє пом'якшити звук, зробити його більш теплим і приглушеним за рахунок вібрації струн хору, що звільнилися.
Середня (або третя, тому що історично вона була додана останньою) педаль роялю, або педаль sostenuto служить для затримки обраних демпферів у піднятому стані. Демпфери, що перебувають у момент натискання середньої педалі в піднятому стані, блокуються й залишаються піднятими до зняття педалі. Інші демпфери при цьому продовжують поводитися як звичайно. Середню педаль використовують переважно в музиці зі складною музичною фактурою, коли необхідно подовжити окремі вибрані звуки (як правило в низькому регістрі), запобігаючи при цьому подовженню або забарвленню обертонами та призвуками інших. Існує версія, згідно з якою ідея середньої педалі належить С. В. Рахманінову. Сьогодні ця педаль присутня в більшості роялів і відсутня у більшості піаніно. Зустрічаються піаніно, у яких середня педаль зрушується вліво й у такий спосіб фіксується, звук стає дуже тихим, що дозволяє музикантові грати, наприклад, уночі. Цей ефект може досягатися в один із трьох способів — або між молоточками і струнами поміщається спеціальна тканина, що заглушає звук, або молоточки переміщуються ближче до струн, що зменшує силу удару, або демпфер при натисканні на клавішу продовжує глушити струну. Також «середня» педаль іноді застосовується для імітації звуку клавесина. Принцип роботи такий же, але на тканину кріпляться металеві «п'ятачки», які вдаряють по струнах у момент натискання клавіші, і звук виходить металевий, схожий на клавесин. Зокрема ця техніка застосовувалася на піаніно «Акорд», що випускався в СРСР.

## Технічне обслуговування

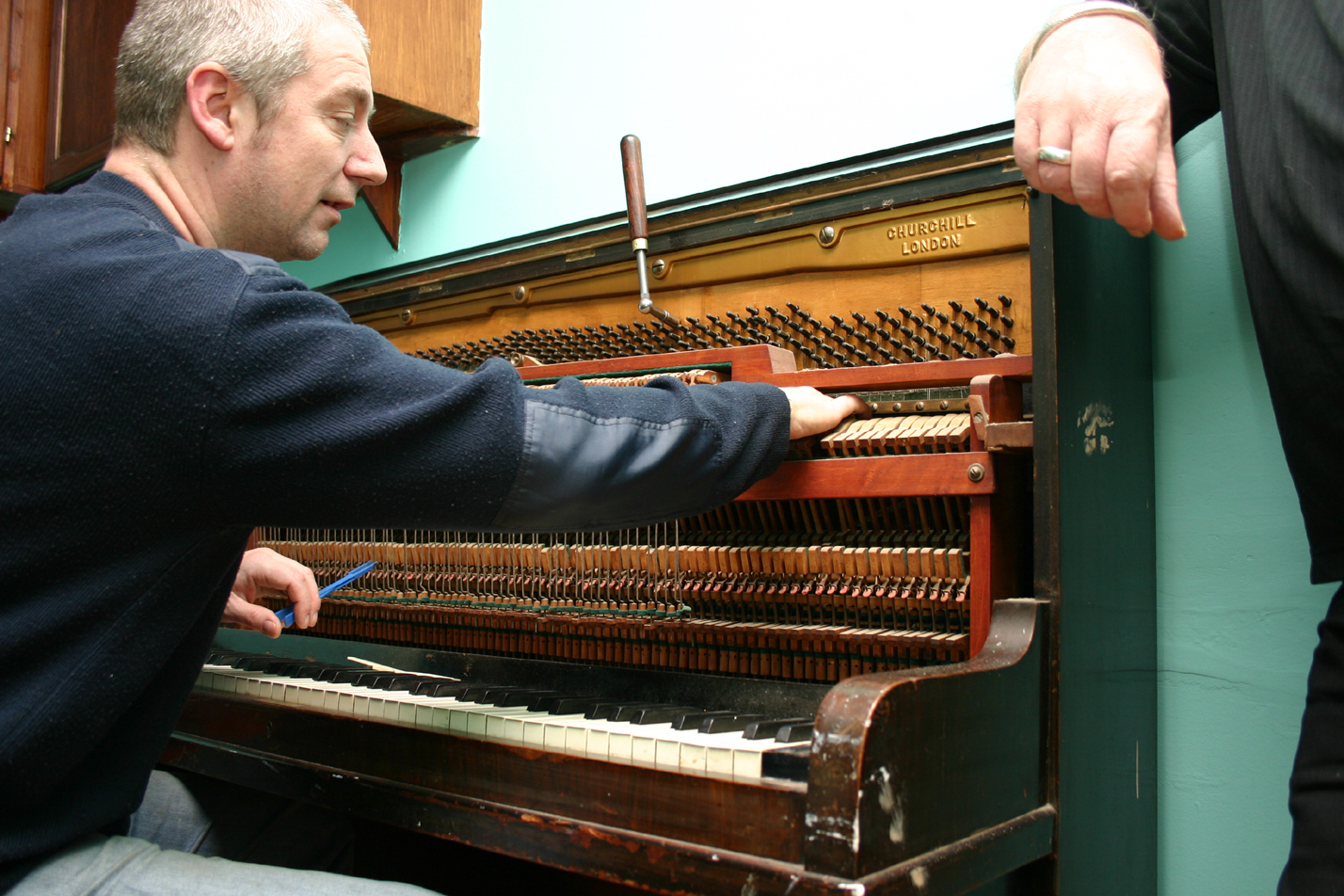
Майстер настроює фортепіано

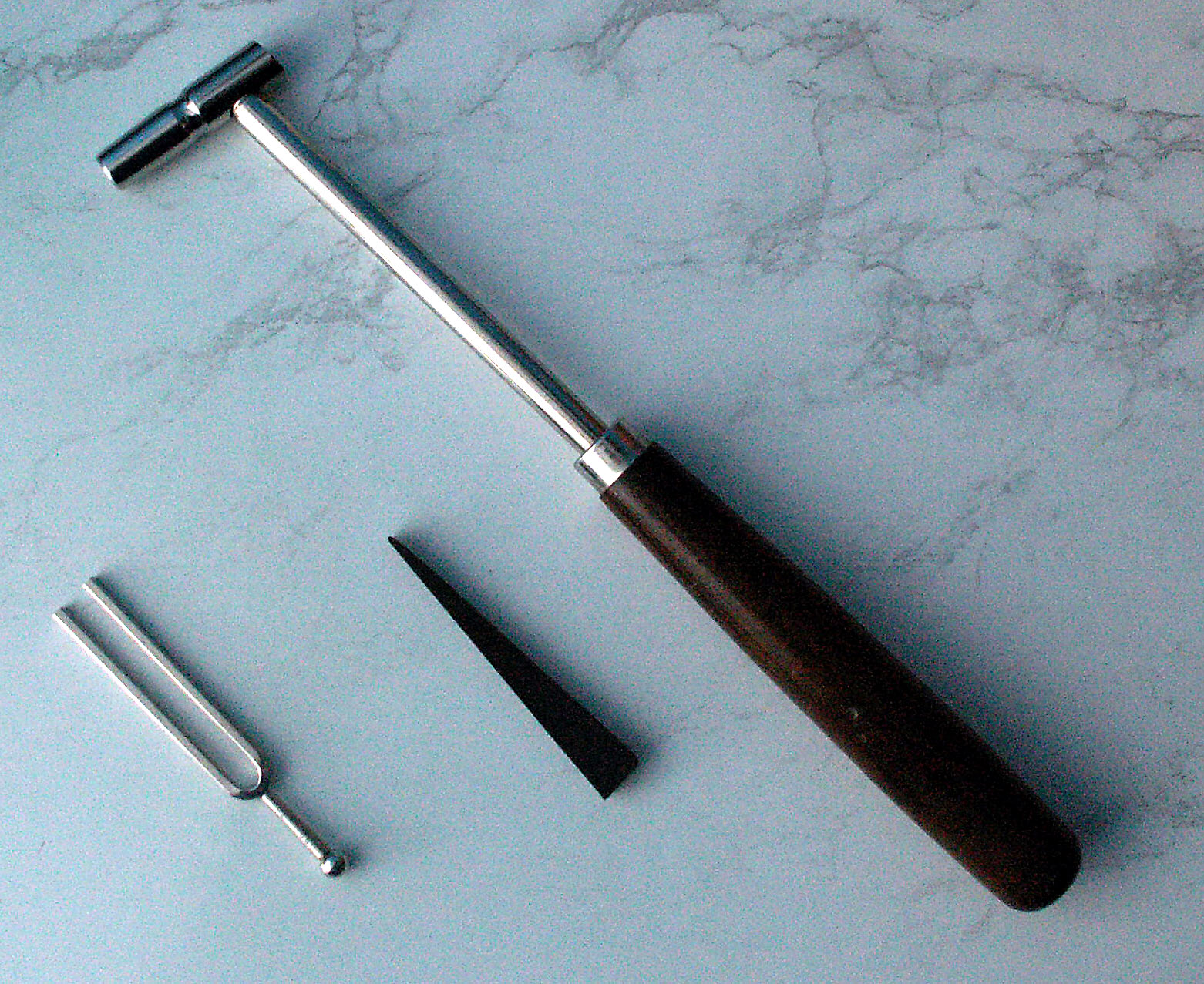
Інструменти для настроювання фортепіано

Фортепіано вимагає правильних умов догляду, а також регулярного настроювання, тому що із часом натяг струн інструмента послабляється. Періодичність настроювання залежить від класу інструмента, якості його виготовлення, його віку, умов зберігання й експлуатації. Настроювання, як правило, провадиться не самим виконавцем, а фахівцем — майстром-настроювачем фортепіано.
Клавішні музичні інструменти (фортепіано) оснащені складним механізмом і ретельно обробленим полірованим корпусом. У зв'язку із цим вони мають потребу в дбайливому й умілому поводженні при транспортуванні, зберіганні їх у певних умовах й у постійному догляді. Основними причинами, що викликають різні дефекти й несправності невиробничого характеру в інструменті є:
- поштовхи й струси в ході перевезення,
- негативний вплив високих температур,
- надмірна вологість або сухість повітря,
- невміле поводження з інструментом у процесі настроювання, регулювання й/або ремонту.

Дотримання правил зберігання й догляду за фортепіано забезпечить збереження акустичних характеристик (звучання), його ігрових якостей і зовнішньої обробки інструмента на тривалий строк. Після доставки на квартиру споживача новий або старий інструмент варто перевірити, при необхідності відрегулювати його механізм і настроїти. Оскільки сила натягу струн піаніно або рояля досягає 20 тонн, виникають значні напруги в чавунній рамі й дерев'яних деталях корпуса. У міру поступового вирівнювання цих напруг інструмент після закінчення значного часу приходить у стійкий стан. На додаток до всього, гра на новому інструменті веде до поступового ущільнення сукна механізму й супроводжується витягуванням струн. Саме тому нове піаніно протягом першого року використання необхідно не менш двох разів повторно настроїти й відрегулювати. Деревина й сукно, застосовувані для виготовлення піаніно й роялів — гігроскопічні: вони можуть розбухати або всихатися залежно від перепадів вологості повітря. З метою запобігання фортепіано від несправностей рекомендують зберігати його в нормальних умовах, якими є температура повітря від +12 С до +25 С і вологість повітря 42 %. У зимову пору року піаніно, потрапляючи з вулиці в житлове приміщення, піддається впливу різкої зміни температури й вологості. У цьому випадку не слід відкривати клавіатурну й верхню кришки протягом доби, щоб механізм й інші внутрішні частини фортепіано прогрівалися поступово до кімнатної температури. Зовнішні поверхні інструмента можуть при цьому «зпотіти», тобто покритися вологою. Вологі поверхні не слід витирати, необхідно почекати поки вони підсохнуть. Після просушки інструмента його необхідно ретельно протерти сухою м'якою вовняною або фланелевою ганчіркою, особливо всі металічні частини.
Для збереження інструмента в справному стані необхідно дотримуватися таких правил:
1. Не ставити інструмент біля холодних і сирих стін, біля печей й опалювальних приладів;
2. Регулярно, не менш ніж раз на рік, настроювати інструмент і чистити його механізм від пилу, для чого варто запрошувати майстра-настроювача. Невміле настроювання й регулювання можуть викликати серйозні дефекти в інструменті;
3. При обтиранні пилу з полірованих частин інструмента користуватися тільки сухими м'якими ганчірками;
4. Стежити за чистотою клавіатури; клавіші, що забруднилися, треба протирати злегка вологою тканиною, стежачи, щоб вода не протікала між клавішами, а потім витирати клавіші насухо;
5. Після закінчення гри обов'язково закривати клап (кришку) клавіатури.

У Європі для забезпечення схоронності фортепіано повсюдно — у концертних залах, навчальних закладах і приватних будинках, — використають прилади контролю вологості, зволожувачі й регулятори вологості. Система клімату-контролю підтримує постійну температуру й вологість усередині інструмента й добре виправдує себе, продовжуючи строк його експлуатації в 2–3 рази. Твердження деяких фірм про «ліцензовану установку» — виключному праві на продаж — не підтверджуються європейською практикою.

## Фортепіано в музичній культурі

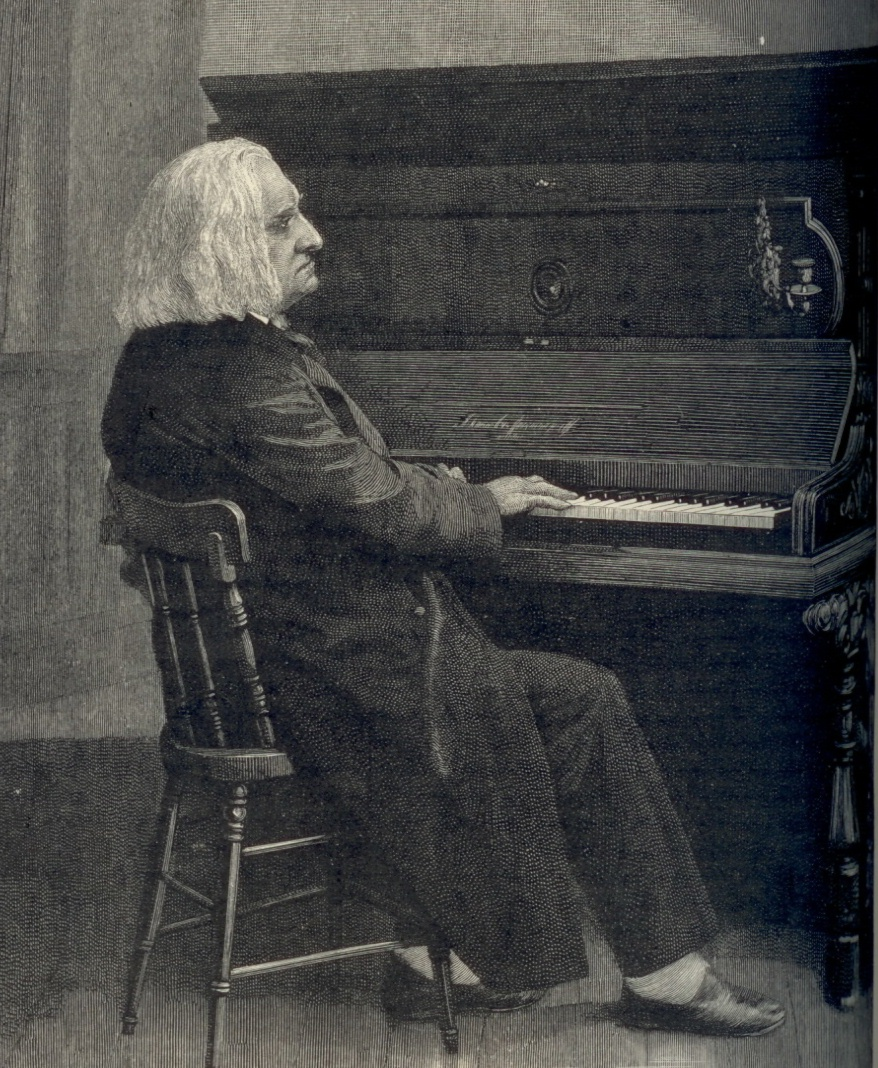
За фортепіано Ференц Ліст, 1886

Мистецтво гри на фортепіано зазвичай називають піанізмом, виконавця на фортепіано — піаністом. Фортепіано може використовуватися і як сольний інструмент, і разом з оркестром (наприклад, в концертах для фортепіано з оркестром). Гра на фортепіано — заняття, що вимагає гарної техніки, уваги й віддачі. Починати навчання бажано в дитячому віці. В дитячих музичних школах (ДМШ) в Україні навчання займає 6 або 8 років, залежно від програми, деякі учні залишаються додатково на один-два років після закінчення перед поступанням у музичне училище. Після ДМШ або еквівалентної підготовки можна продовжити навчання в музичному училищі або коледжі, а потім в консерваторії. У ДМШ загальне фортепіано також є обов'язковим предметом майже для всіх спеціальностей.
Хоча зазвичай фортепіано розташовують на закритих концертних майданчиках, з початку XXI століття набирає популярності традиція вуличних піаніно, що розташовуються посеред вулиць або площ великих міст аби кожен охочий міг пограти на інструменті на виду у перехожих.

## Галерея

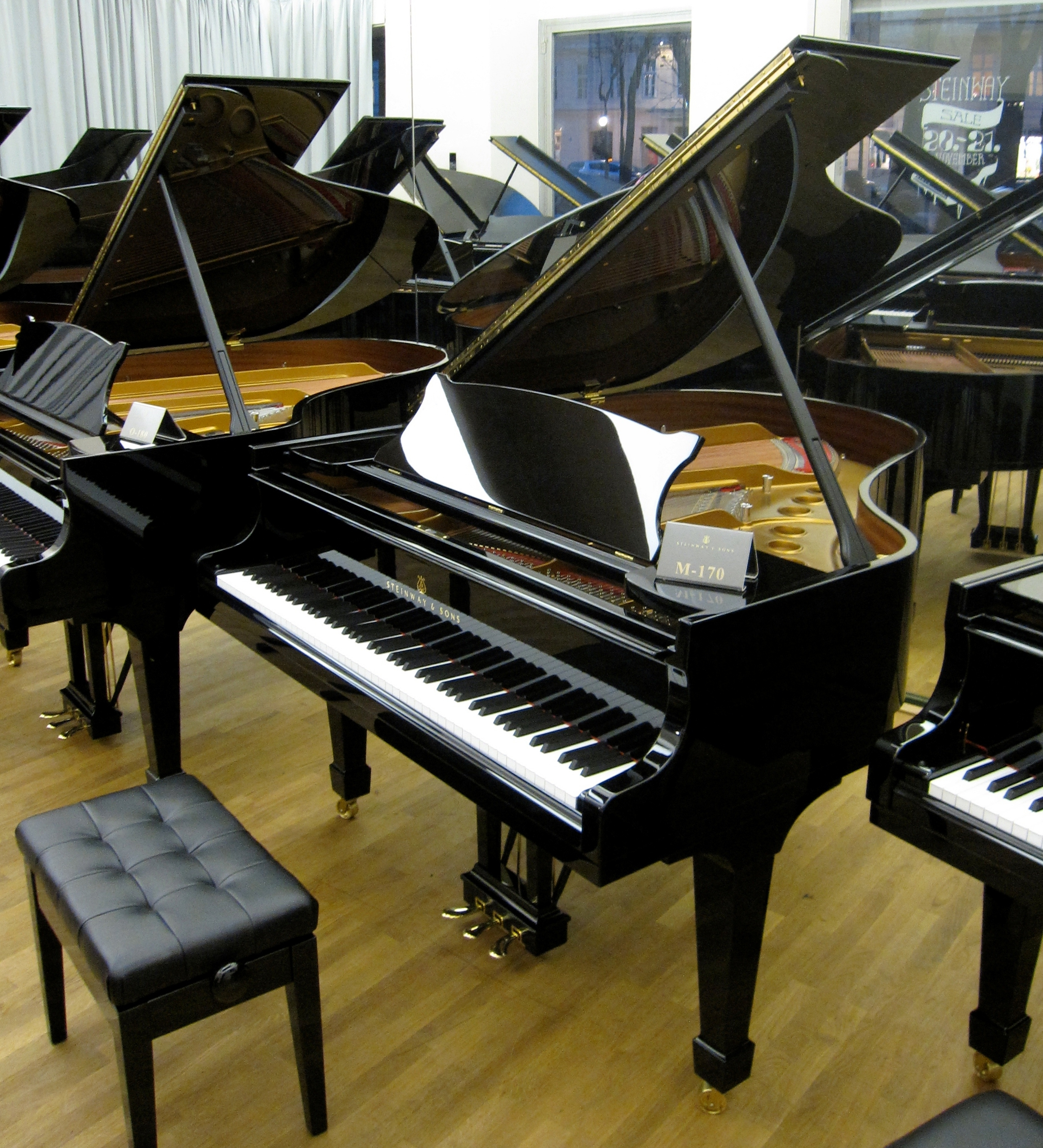
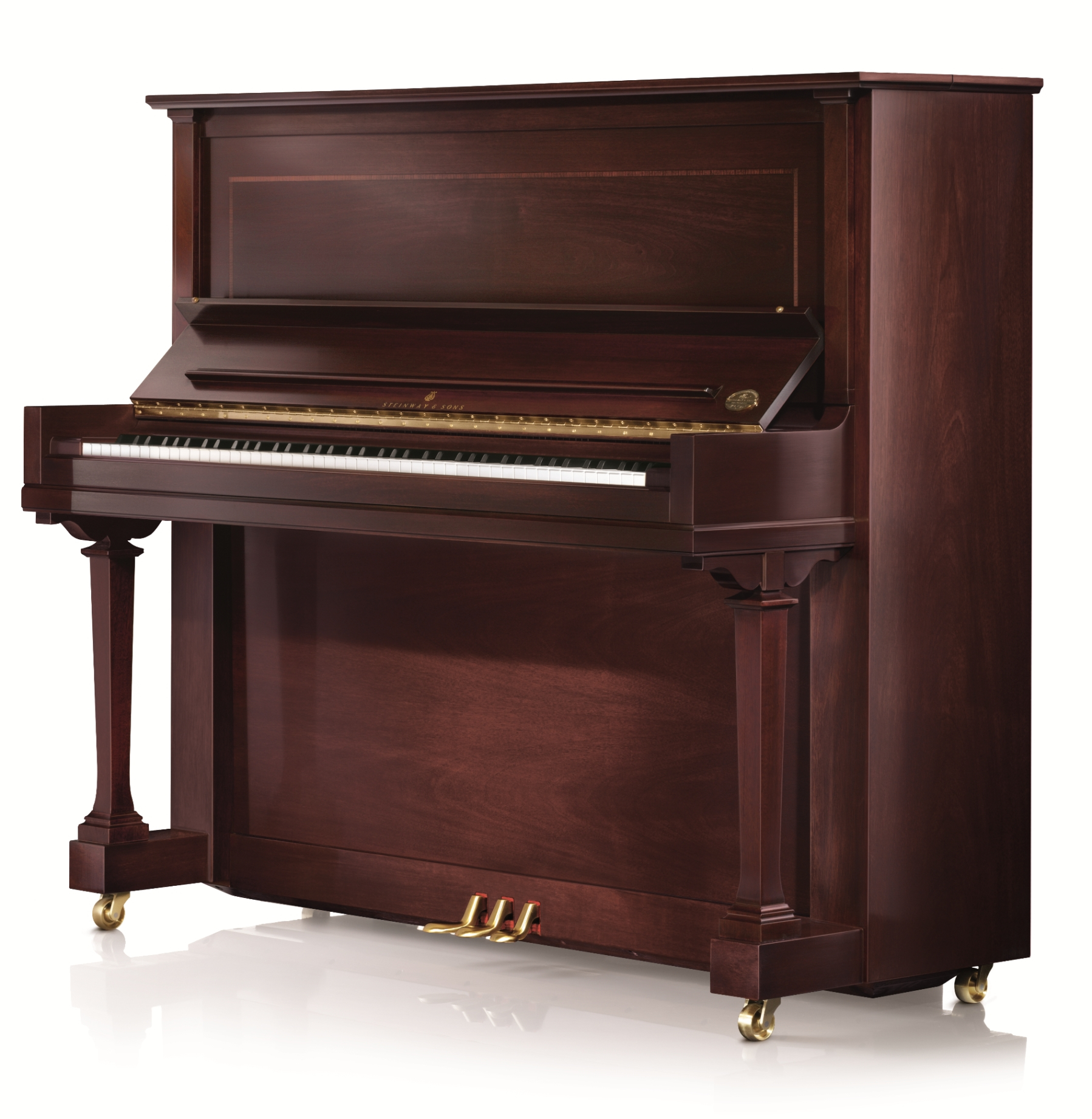
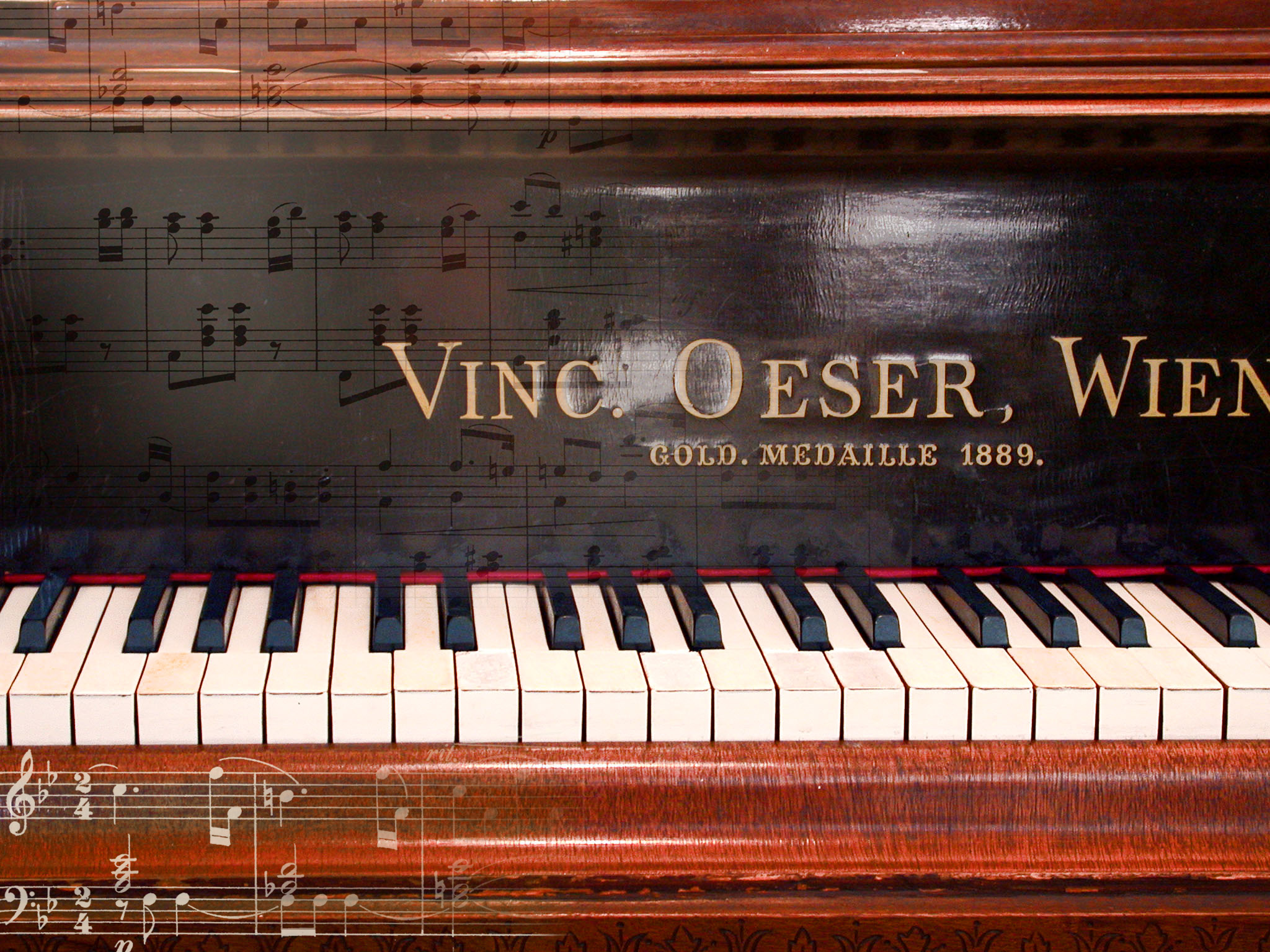
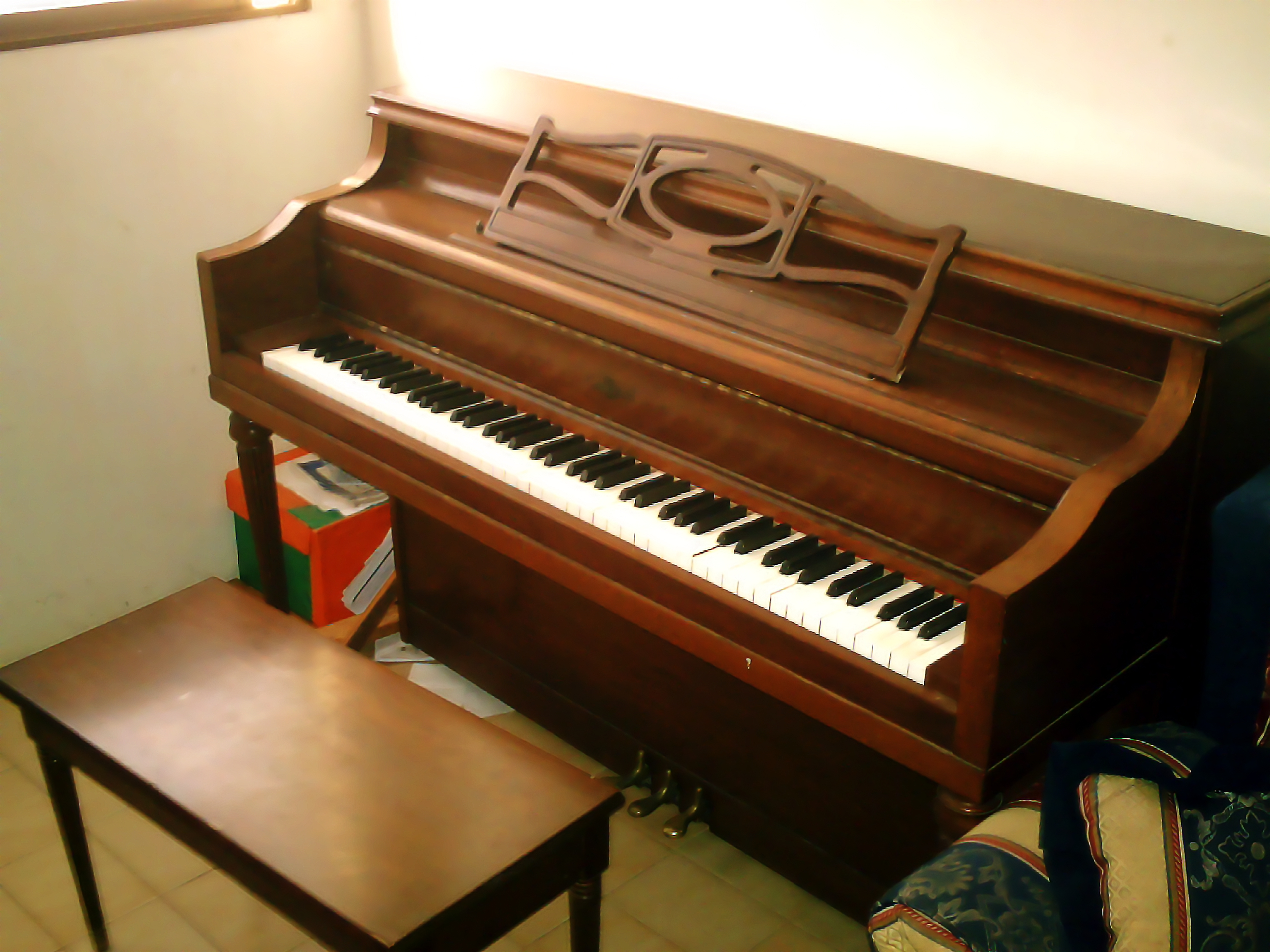
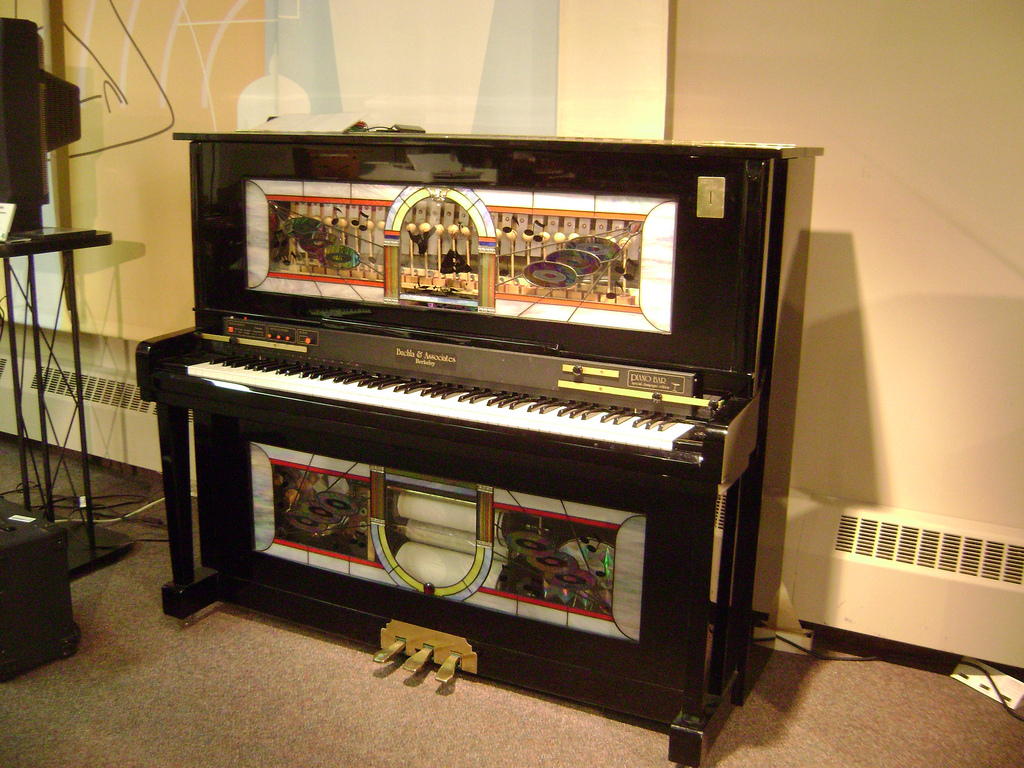
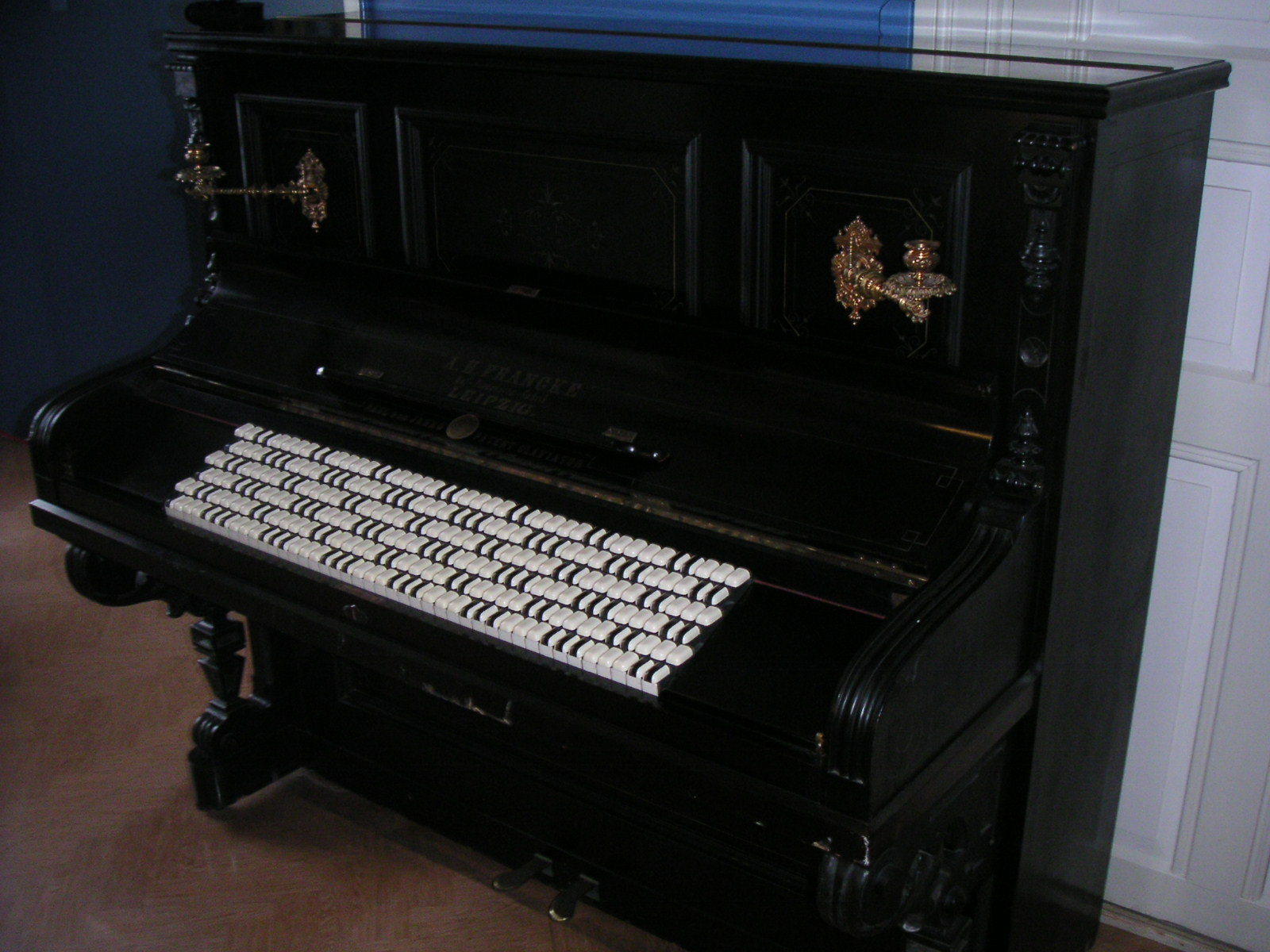
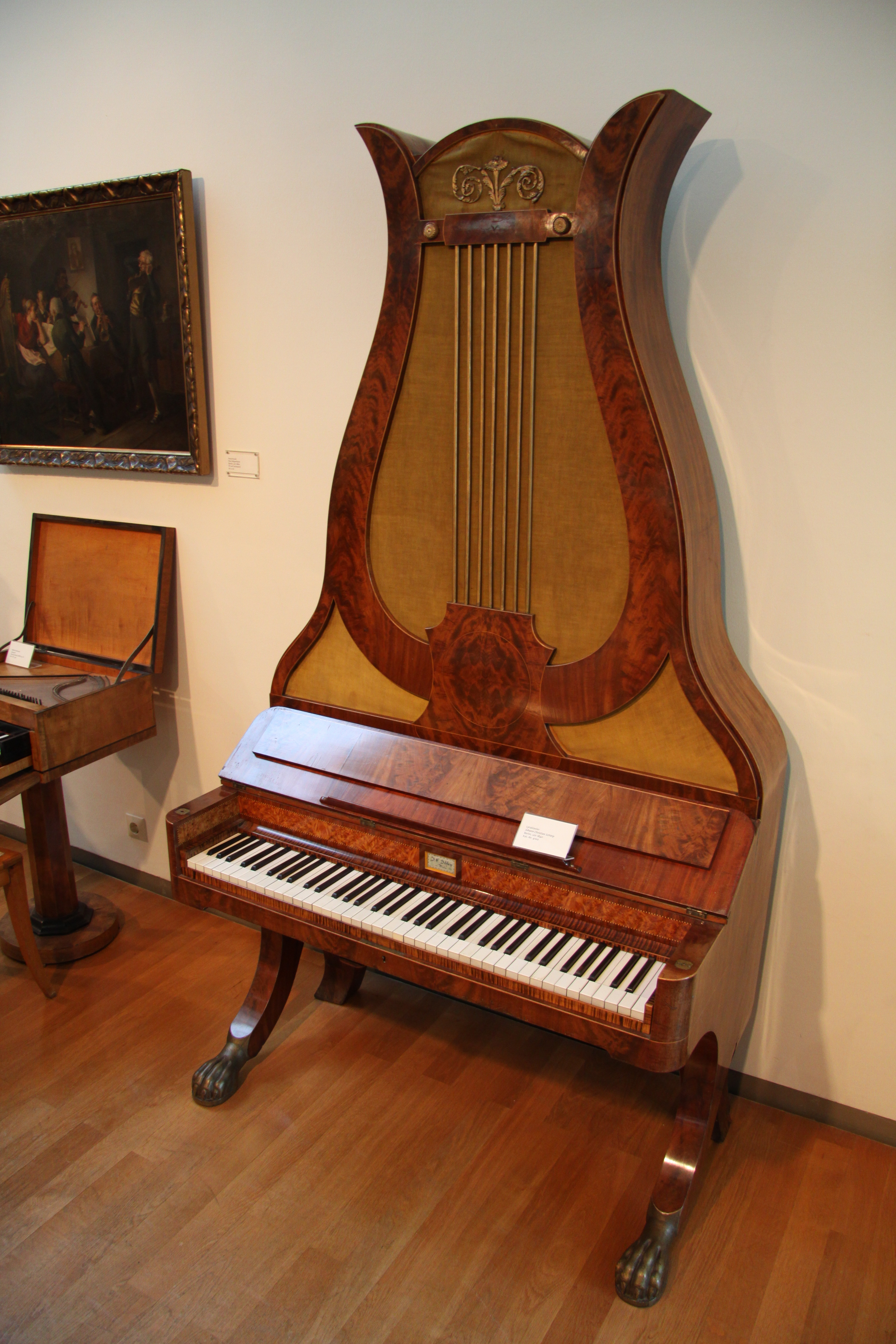
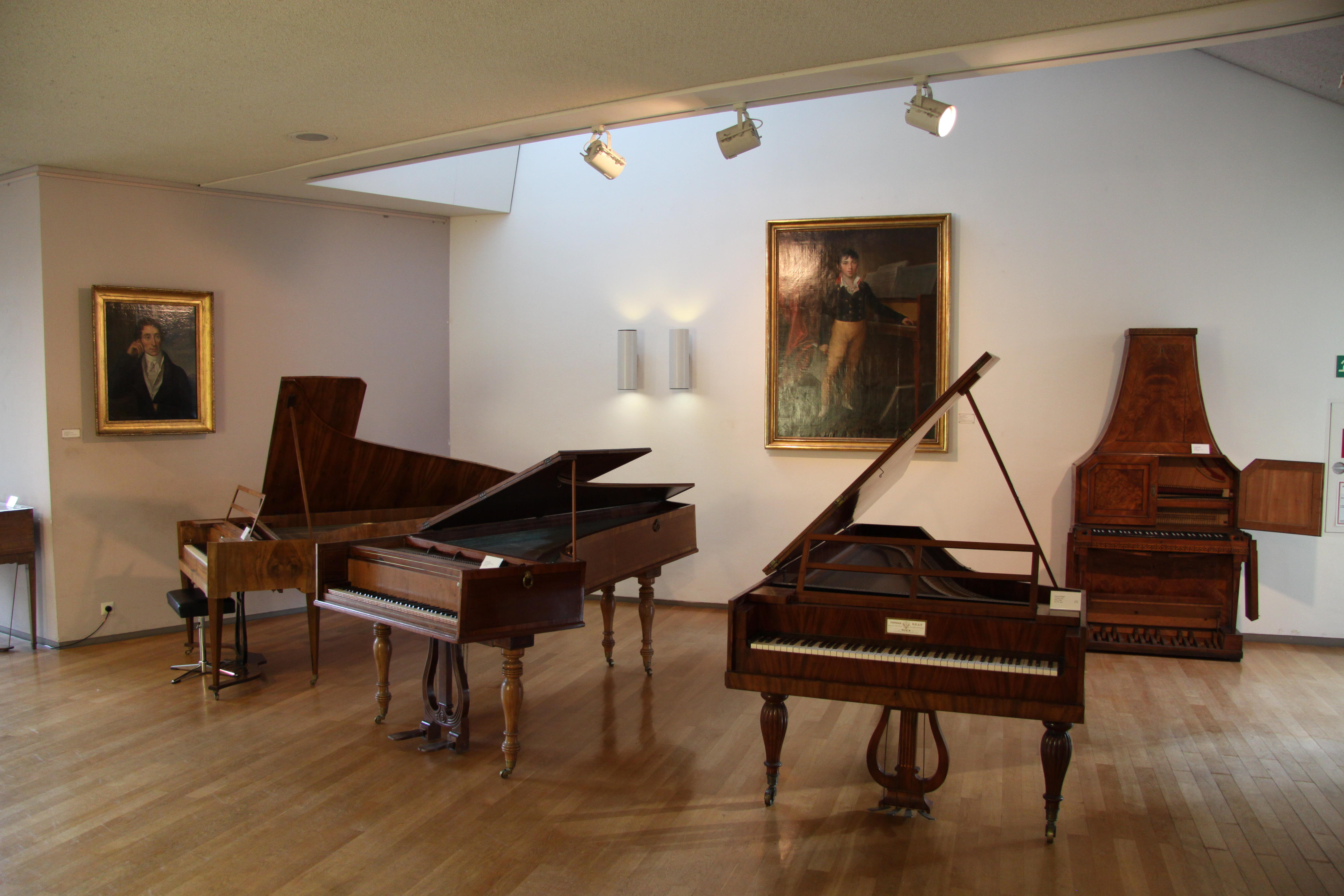

## Цікаві факти

### Конвеєрне виробництво клавішних у СРСР
У 1951 році Чернігівська фабрика музичних інструментів освоїла виробництво піаніно марки «Україна», а з 1955 року — малогабаритного піаніно (уперше в УРСР). 1955 року працівниками підприємства створений перший у країні конвеєр зі складання клавішних музичних інструментів — кожні 12 хвилин з 100-метрової конвеєрної стрічки сходило нове піаніно.